# 山形県護国神社

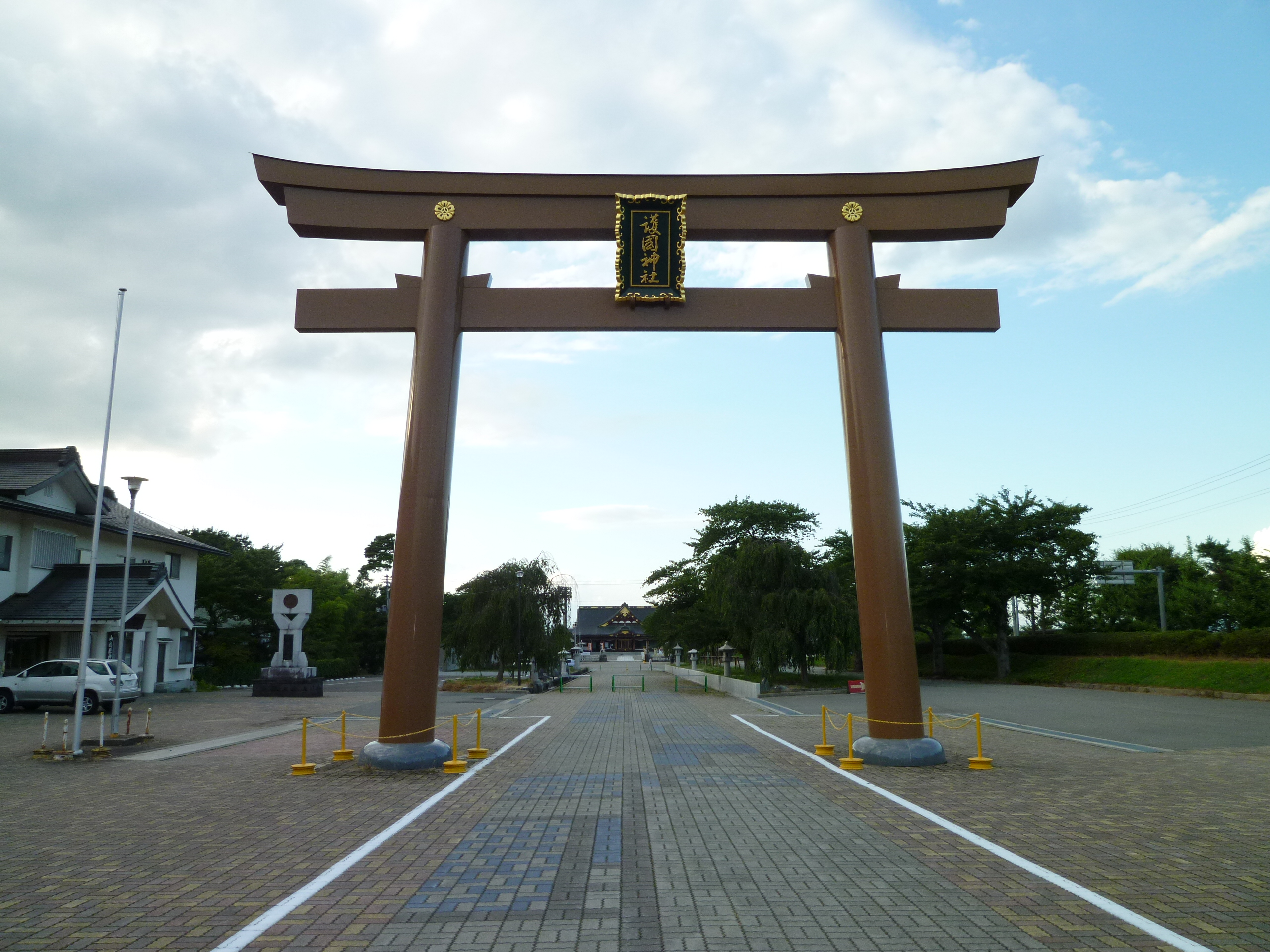
大鳥居（奥に拝殿）

山形県護国神社（やまがたけんごこくじんじゃ）は、山形県山形市にある神社（護国神社）である。明治維新から第二次世界大戦までの戦没者4万余柱を祀る。

## 歴史
明治2年（1869年）1月、戊辰戦争で戦死した薩摩藩士10柱を祀るために山形市八日町に社殿を造営したのに始まる。明治8年に山形招魂社となり、以降山形県関係の戦没者を合祀した。明治22年（1889年）山形市宮町に遷座し、明治44年（1911年）の山形市北大火の災厄で社殿焼失の憂き目に遭ったが、大正3年（1914年）に再建された。昭和9年（1934年）千歳公園内の現在地に遷座した。昭和14年（1939年）の制度改革により内務大臣指定護国神社となり、山形県護国神社と称した。GHQ占領下の昭和22年（1947年）から昭和27年（1952年）においては所在地の千歳公園に因んで「千歳宮」と称していた。現在の拝殿は平成6年（1994年）に改築されたものである。

## 初詣
初詣の参拝客は例年山形県内で最も多く、約13万人となっている。第2位は同じく山形市内の鳥海月山両所宮（約11万人）で、10万人を超えるのは県内ではこの二社のみである。